# مرزاق بقطاش
مرزاق بقطاش (1945 - 2021)، كاتب وروائي جزائري. له أكثر من خمسة عشرة إصداراً أدبياً في الرّواية والترجمة والقصة. آخر عمل له كانت رواية «المطر يكتب سيرته» الفائزة بجائزة آسيا جبار للرواية في دورتها الثالثة عام 2017. توفي بتاريخ 2 يناير2021 عن عمر يناهز 75 عاماً.

## السيرته الذاتية
ولد الكاتب مرزاق بقطاش في 13 يونيو عام 1945 في حي العين البادرة بولاية الجزائر العاصمة. بدأ يتعلم اللغة العربية منذ الصغر في المدارس الحرة التي كانت بإشراف جمعية المسلمين الجزائريين، وتعلم اللغة الفرنسية في المدارس الرسمية الفرنسية النظامية. درس في جامعة الجزائر وحصل على شهادة البكالوريوس في الترجمة من اللغة العربية - الفرنسية - الإنجليزية. وبدأ مشواره كصحفي عام 1962 حيث عمل بعد تخرجه في العديد من الصحف والجرائد العربية والفرنسية منها وكالة الأخبار الجزائرية، وجريدة الوطن، والمجاهد، والشعب وغيرهم. وبسبب عمله كصفحي، قابل عددا من المترجمين المحترفين مما سمح له بالتعلم وأخذ الخبرة منهم.
حب بقطاش للقراءة بدأ عندما كان مازال صغيرا؛ حيث بدأ أولا بقراءة القرآن وبعدها الكتب والقصص القديمة مثل كتاب «ألف ليلة وليلة». وأصدر أول عمل له في عام 1962 حيث ترجم فصول من كتاب «الأرض والدم» للكاتب الجزائري مولود فرعون. وفي عام 1976، أصدر روايته الأولى بعنوان «طيور الظهيرة» للتتوالى إصداراته الأدبية في الرّواية والترجمة والقصة. وقد ألّف بقطاش أكثر من خمسة عشرة رواية منها روايته الأخيرة «المطر يكتب سيرته» الصادرة عن مؤسسة أناب والتي فازت بجائزة آسيا جبار للرواية في دورتها الثالثة عام 2017. وشغل بقطاش عضوية مجالس عديدة منها المجلس الأعلى للإعلام، والمجلس الأعلى للتربية، والمجلس الوطني الاستشاري، والمجلس الاعلى للغة العربية وغيرهم.
في عام 1993، تعرض بقطاش لمحاولة اغتيال من قبل جماعة إرهابية في فترة العشرية السوداء في الجزائر. وقد أصيب برصاصة في رأسه ولكنه نجا منها. وبعدها بفترة عاد للكتابة مجددا.

## وفاته
توفيّ الكاتب مرزاق بقطاش بتاريخ 2 يناير2021 بعد صراعه من مرض عضال عن عمر يناهز 75 عاما وتم تشييع جنازه في مقبرة القطار في الجزائر العاصمة.

## أقواله
| مرزاق بقطاش | الرّواية زبدة المعرفة | مرزاق بقطاش |

| مرزاق بقطاش | الكتابة مسألة دينية في نظري. أنا أكتب لأنّني مؤمن بالله، ولأنّني أؤدي جزءً من العبادة في أثناء العملية الإبداعية. ثم إنني مسؤول عن كلّ كلمة يخطها قلمي | مرزاق بقطاش |

## مؤلفاته
- طيور في الظهيرة، الشركة الجديدة للنشر والتوزيع، 1976
- جراد البحر، مجلة آمال بوزارة الإعلام والثقافة، الجزائر، 1978
- الرطب واليابس، آفاق عربية، 1979
- قطاع الرجل، دار الآداب، 1979
- كوزة، المؤسسة الوطنية للكتاب، 1984
- المومس والبحر، المؤسسة الوطنية للكتاب، 1986
- البزاة، الشركة الوطنية للنشر والتوزيع، 1986
- قفزة في الظلام، المؤسسة الوطنية للكتاب، 1986
- جاحظيات، مجلة التبيين، 1990
- عزوز الكابران، مجلة التبيين، 1990
- وداعا بسمة سناء أنيس، مجلة التبيين، 1993
- أغنية البعث والموت، مجلة التبيين، 1993
- خويا دحمان، دار القصبة للنشر، 2000
- دم الغزال، دار القصبة للنشر، 2002
- يحدث مالا يحدث، دار هومه للطباعة والنشر والتوزيع، 2004
- براري الموت، دار الفضاء الحر، 2007
- في سبيل هذه اللغة، مجلة معالم، 2010
- رقصة في الهواء الطلق، دار الآداب، 2011
- نهاوند، منشورات عدن، 2017
- المطر يكتب سيرته، مؤسسة آناب، 2017

### ترجمات
- ألف وعام من الحنين، دار الفرابي، 2002
- ضربة جزاء، منشورات المؤسسة الوطنية للاتصال والنشر والإشهار، 2002